# Joaquín de Churriguera
Joaquín de Churriguera Ocaña (Madrid, 20 de marzo de 1674-Salamanca, 28 de septiembre de 1724) fue un arquitecto y tracista de retablos español. Miembro de una dinastía de arquitectos y retablistas barrocos, hijo de José Simón de Churriguera y de María de Ocaña y hermano de José Benito y de Alberto de Churriguera, nació en la casa que tenían sus padres en la calle del Oso de Madrid, el 20 de marzo de 1674. A los cinco años quedó huérfano de padre al cuidado de José Ratés, su abuelo adoptivo. En 1692 se trasladó a Salamanca acompañando a su hermano José Benito, nueve años mayor, y allí fijó su residencia. Su actividad profesional la desarrolló principalmente en la ciudad de Salamanca, si bien también trabajó en obras de cierta consideración en las provincias de Zamora, León y Cáceres. A su muerte quedaron algunos de sus trabajos inacabados, como el Coro de la Catedral Nueva de Salamanca, que sería luego continuado por su hermano menor, Alberto.

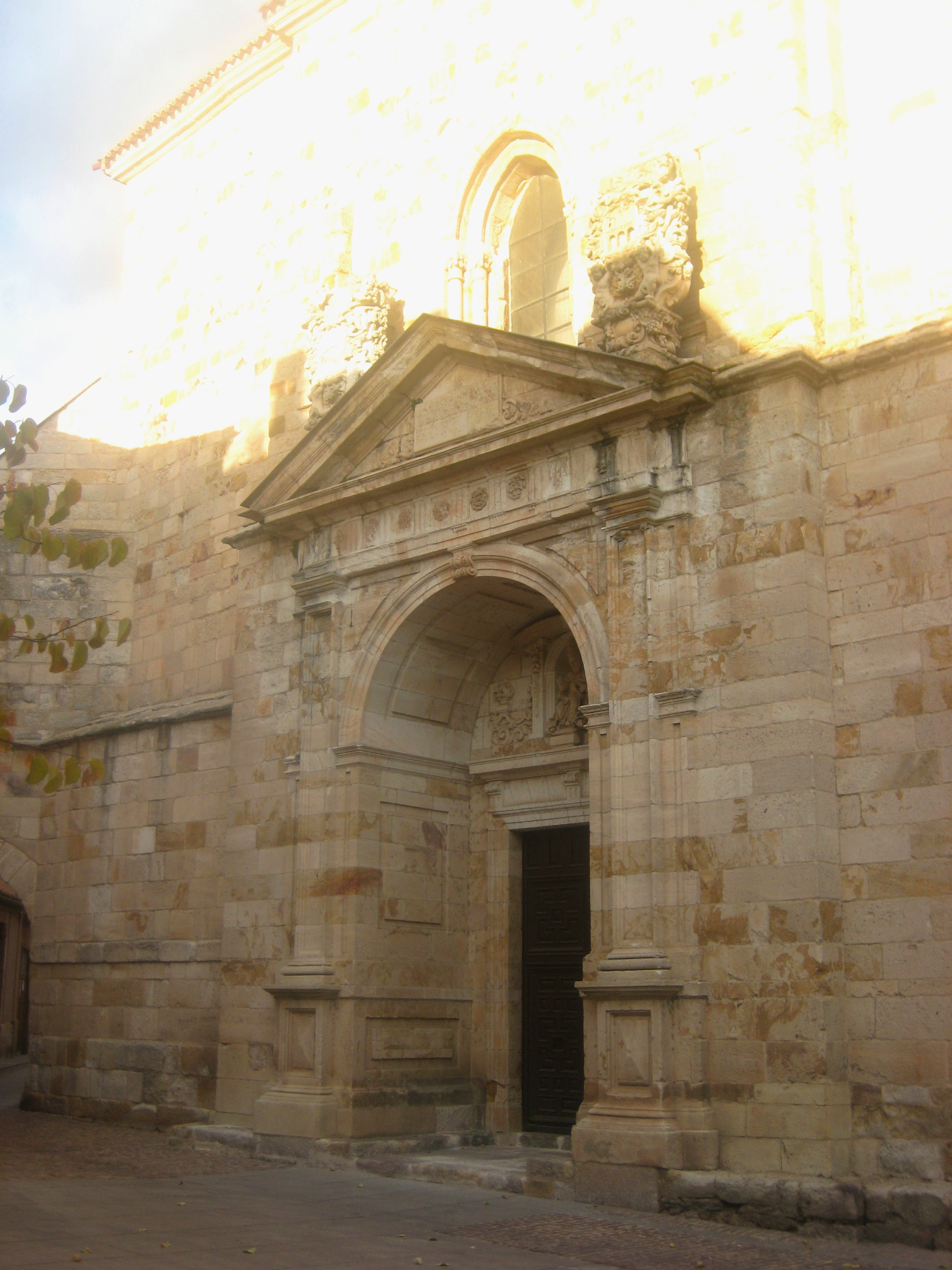
Portada occidental de la Iglesia de San Pedro y San Ildefonso (Zamora).

## Obra
Entre sus obras más importantes destaca la realización de la gran cúpula de la Catedral Nueva de Salamanca, iniciada en el año 1714, pero que en la actualidad sólo se conserva parcialmente, ya que fue arruinada a causa de los daños ocasionados por el Terremoto de Lisboa de 1755. 
Una de sus obras más importante y famosa fue la Hospedería del Colegio Mayor de San Bartolomé, también en Salamanca. Organizada según la distribución de dependencias alrededor de un patio, su construcción recuerda a la arquitectura plateresca, relegando el barroco a la disposición de ciertos elementos ornamentales.
Otra de las obras importantes de este arquitecto es el Colegio de Calatrava de esa misma ciudad, iniciada en el año 1717 empleando de nuevo elementos renacentistas, inspirados en la obra de Rodrigo Gil de Hontañón. En ella destaca su noble fachada flanqueada por dos torres ligeramente avanzadas en los extremos, con un frente organizado a través de pilastras entre las que se abren huecos decorados con frontones alternados rectos y curvos, envueltos en baquetones con orejas; dando lugar a una fachada serena que solo toma movimiento en la portada a través de un molduraje mixtilíneo aplicado en sus dos cuerpos, más un frontón curvo que interrumpiendo la balaustrada da lugar a un frontispicio. 
Interviene en la obra de un Hospicio para el Concejo salmantino, que a principios del siglo XX ocuparía el colegio de San Ambrosio y ahora es sede del Archivo General de la Guerra Civil Española.
Joaquín de Churriguera interviene además en algunas otras obras, como son el cerramiento del Coro de la Catedral Nueva de Salamanca, que a su muerte continuaría su hermano Alberto, la reforma de la Capilla de la Vera Cruz o el Retablo Mayor del Convento de Santa Clara en esa misma ciudad.
Para la Iglesia de San Pedro y San Ildefonso de Zamora reforma la torre y construye su portada occidental; y para la Catedral de Plasencia (Cáceres), interviene en la remodelación del ábside y del Retablo del Tránsito de la Virgen.

## Nota
- Artículo procedente de la Enciclopedia Libre Universal en Español.